# Nivy Tower
De Nivy Tower is een kantoorgebouw en wolkenkrabber in Bratislava, de hoofdstad van Slowakije. Met een hoogte van 125 meter is het na de Eurovea Tower het hoogste gebouw van Slowakije. De Nivy Tower werd geopend in 2017.

## Architectuur
De Nivy Tower maakt deel uit van het moderne zakencomplex Nivy Centrum in het stadsdeel Ružinov van Bratislava. Het werd ontworpen door de Britse firma Benoy en het Slowaakse architectenbureau Siebert + Talaš. 